# Тшцинец (станция)
Тшцинец (пол. Trzciniec) — железнодорожная станция в деревне Тшцинец в гмине Бяле-Блота, в Куявско-Поморском воеводстве Польши. Имеет 2 платформы и 2 пути.
Станция на железнодорожной линии Хожув-Баторы — Тчев, построена в 1886 году, когда эта территория была в составе Германской империи.